# Таскопа
Таскопа́ (каз. Тасқопа) — село у складі Темірського району Актюбінської області Казахстану. Адміністративний центр та єдиний населений пункт Таскопинського сільського округу.
Населення — 676 осіб (2021; 922 у 2009, 1100 у 1999, 1143 у 1989).